# Inland Empire

Inland Empire innerhalb des Staates Kaliforniens mit County Grenzen

Das Inland Empire ist eine Metropolregion und gleichzeitig Region von Südkalifornien. Es wird vom Office of Management and Budget zu statistischen Zwecken als Riverside–San Bernardino–Ontario, CA Metropolitan Statistical Area geführt und ist Teil der Greater Los Angeles Area. Das Gebiet umfasst mehr als 70.000 km² und besteht aus dem Riverside County und dem San Bernardino County.

## Struktur
Bis in die 1990er Jahre war das Inland Empire stark landwirtschaftlich geprägt, insbesondere der Anbau von Zitrusfrüchten erstreckte sich über weite Flächen. Daneben lagen große Militärbasen. Die Ortschaften lebten von Leichtindustrie, die Bevölkerung ist bis heute im Durchschnitt sozial unterprivilegiert und weist ein relativ geringes Bildungsniveau auf. Einige Ortschaften zogen Senioren an, die von den relativ niedrigen Grundstückspreisen profitierten.
Seit Mitte der 1990er Jahre findet ein Strukturwandel in der Region statt, der sich bis in die 2020er Jahre ungebremst fortsetzt. Taktgeber war die Schließung der Norton Air Force Base 1994, die bis dahin rund 12.000 Arbeitsplätze bot. Sie wurde in den zivilen San Bernardino International Airport umgewandelt, der aber nur einen Bruchteil der Beschäftigten braucht. Das Inland Empire ist zur größten Ansiedlung von Lagerhäusern und Versandhallen der Vereinigten Staaten für Importgüter geworden. Über den Hafen Los Angeles und den benachbarten Hafen der Stadt Long Beach kommen der größte Teil der Importe aus Asien nach Nordamerika. Im Inland Empire fanden die Hersteller und Handelskonzerne ausreichend Flächen, um die Waren zu konfektionieren und von dort zu verteilen.
Die Errichtung von rund 1,5 Millionen Quadratmetern Hallenfläche pro Jahr wird von Projektentwicklern und Lokalpolitikern gemeinsam vorangetrieben. Die Investoren haben seit etwa Mitte der 2000er Jahre mit Hilfe von legalen Wahlkampfspenden und vereinzelt auch illegaler Bestechung ein politisches Klima geschaffen, das ihren Interessen entgegen kommt.
Bürger leiden massiv unter Luftverschmutzung durch den Schwerlastverkehr, der die Waren in die Lagerhäuser bringt und von dort verteilt. Asthma und andere Lungenkrankheiten weisen in der Region weit überdurchschnittliche Werte auf. Seit 2021 haften die Betreiber der Lagerhäuser auch für die Luftverschmutzung durch den LKW-Verkehr, so dass Anpassungsmaßnahmen zur Emissionsreduzierung einerseits und die Förderung von Luftfiltern in den Häusern der Anwohner verlangt werden können.